# 木裏
木裏（きうら）は、板材の断面を見て、年輪の中心に近い方。壁、床に使用する際はともに木裏は見えないほうに向けて使用する。無垢材の板は必ず木表側に反る。
原木を板にした場合、木目に年輪が原木の時の内側（芯側）面が現れている面を「木裏」、その板を裏返して反対側から見た場合、外側の面が見える面を「木表」という。多くの柱材のように中心に芯を持っている場合は、全て木表ということになる。